# 9454 Ardeishar
A 9454 Ardeishar (ideiglenes jelöléssel (9454) 1998 FX54) a Naprendszer kisbolygóövében található aszteroida. A LINEAR projekt keretében fedezték fel 1998. március 20-án.